# Alta Idrettsforening 2009
Questa voce raccoglie le informazioni riguardanti l'Alta Idrettsforening nelle competizioni ufficiali della stagione 2009.

## Stagione
In vista della nuova stagione, l'Alta ha scelto Aasmund Bjørkan come allenatore. La squadra ha chiuso al 6º posto in classifica, mentre l'avventura nel Norgesmesterskapet 2009 è terminata al quarto turno, con l'eliminazione per mano del Molde. I calciatori più utilizzati in stagione sono stati i fratelli Thomas e Vegard Braaten che hanno disputato tutte le 30 partite di campionato. Vegard Braaten è stato anche il miglior marcatore a quota 18 reti.

## Maglie e sponsor
Lo sponsor tecnico per la stagione 2009 è stato Umbro. La divisa casalinga era composta da una maglietta gialla con inserti blu, con pantaloncini e calzettoni blu. Quella da trasferta prevedeva invece un completo totalmente blu con rifiniture gialle.
| Casa | Trasferta |

## Rosa
| N. |                                 | Ruolo | Calciatore              |
| -- | ------------------------------- | ----- | ----------------------- |
| 1  | Norvegia (bandiera)             | P     | Vidar Nogva             |
| 1  | Norvegia (bandiera)             | P     | Karl Magnus Øfeldt Eide |
| 1  | Norvegia (bandiera)             | P     | Ivar Forn               |
| 2  | Norvegia (bandiera)             | A     | Thomas Andersen         |
| 4  | Norvegia (bandiera)             | D     | Yaw Amankwah            |
| 4  | Norvegia (bandiera)             | C     | Rune Berger             |
| 5  | Norvegia (bandiera)             | D     | Thomas Braaten          |
| 6  | Norvegia (bandiera)             | D     | Martin Norbye           |
| 7  | Norvegia (bandiera)             | D     | Martin Overvik          |
| 9  | Bosnia ed Erzegovina (bandiera) | A     | Aldin Softić            |
| 10 | Norvegia (bandiera)             | A     | Magnus Andersen         |
| 11 | Norvegia (bandiera)             | A     | Jan Tommy Haugli        |

| N. |                           | Ruolo | Calciatore             |
| -- | ------------------------- | ----- | ---------------------- |
| 14 | Norvegia (bandiera)       | A     | Vegard Braaten         |
| 15 | Norvegia (bandiera)       | C     | Nicolai Misje          |
| 16 | Norvegia (bandiera)       | D     | Eivind Dahl Ringard    |
| 17 | Norvegia (bandiera)       | C     | Håvard Nome            |
| 20 | Islanda (bandiera)        | C     | Haukur Páll Sigurðsson |
| 21 | Ghana (bandiera)          | C     | Aziz Idris             |
| 23 | Norvegia (bandiera)       | C     | Christian Reginiussen  |
| 24 | Costa d'Avorio (bandiera) | A     | Alassane Diomandé      |
| 30 | Finlandia (bandiera)      | P     | Mikko Vilmunen         |
| 33 | Stati Uniti (bandiera)    | C     | Jay Needham            |
| 34 | Norvegia (bandiera)       | C     | Jan Egil Brekke        |

## Calciomercato

### Sessione invernale
| Arrivi | Arrivi         | Arrivi     | Arrivi     |
| R.     | Nome           | da         | Modalità   |
| ------ | -------------- | ---------- | ---------- |
| P      | Ivar Forn      | Bodø/Glimt | prestito   |
| D      | Yaw Amankwah   | Brann      | prestito   |
| D      | Thomas Braaten | Tromsø     | definitivo |
| C      | Nicolai Misje  | Brann      | definitivo |

| Partenze | Partenze               | Partenze | Partenze   |
| R.       | Nome                   | a        | Modalità   |
| -------- | ---------------------- | -------- | ---------- |
| P        | Said Nordnes           |          | svincolato |
| D        | Jon Steinar Eriksen    | Bossekop | definitivo |
| D        | Ole Mathis Hætta       |          | svincolato |
| D        | Mats Jørgen Masvik     |          | svincolato |
| D        | Ole Alexander Ulvestad |          | ritiro     |
| D        | Ante Zurak             |          | svincolato |
| C        | Emmanuel David         |          | svincolato |
| C        | Per Arne Østgård       |          | svincolato |
| C        | Mads Reginiussen       | Tromsø   | definitivo |

### Sessione estiva
| Arrivi | Arrivi                 | Arrivi  | Arrivi     |
| R.     | Nome                   | da      | Modalità   |
| ------ | ---------------------- | ------- | ---------- |
| C      | Haukur Páll Sigurðsson | Þróttur | definitivo |

| Partenze | Partenze      | Partenze   | Partenze   |
| R.       | Nome          | a          | Modalità   |
| -------- | ------------- | ---------- | ---------- |
| P        | Ivar Forn     | Bodø/Glimt | definitivo |
| C        | Nicolai Misje | Fyllingen  | prestito   |

## Risultati

### 1. divisjon

#### Girone di andata
| Arbitro: | Alapnes |

|            |           |                                      |
| Softić 90’ | Marcatori | 27’ Sola 90’ Kanu 90’ Kristoffersson |

| Arbitro: | Hakestad |

|                                                                         |           |  |
| Pasoja 21’, 44’ (rig.), 48’ Bjørnevik 27’, 85’ Øren 45’ Lehne Olsen 70’ | Marcatori |  |

| Arbitro: | Tennøy (Bergen) |

|  |           |                                                                       |
|  | Marcatori | 9’ Norbye 14’ (aut.) Vidalon 33’ Softić 45’ T. Braaten 78’ V. Braaten |

| Arbitro: | Thorsø Hansen |

|                            |           |                                            |
| V. Braaten 23’, 70’ (rig.) | Marcatori | 31’ Nilsson Guiomar 42’ Risholt 45’ Brenes |

| Arbitro: | Rafiq (Oslo) |

|                                    |           |                 |
| Grorud 27’ Olsen 39’ Laaksonen 78’ | Marcatori | 74’ T. Andersen |

| Alta 16 maggio 2009, ore 16:00 6ª giornata | Alta    | 0 – 0 referto | Tromsdalen | Finnmarkshallen (602 spett.)\| Arbitro: \| Alapnes \| |
| Arbitro:                                   | Alapnes |               |            |                                                       |

| Arbitro: | Tennøy (Bergen) |

|            |           |                           |
| Lapira 82’ | Marcatori | 39’ V. Braaten 86’ Berger |

| Arbitro: | Kjensli (Oslo) |

|                                              |           |                |
| Norbye 8’ Andersen 53’ Haugli 62’ Softić 86’ | Marcatori | 50’ Stokkeland |

| Arbitro: | Borgersen (Trondheim) |

|                       |           |            |
| Toresen 53’ Velta 80’ | Marcatori | 48’ Haugli |

| Arbitro: | Helgerud (Lier) |

|                          |           |  |
| V. Braaten 72’, 74’, 80’ | Marcatori |  |

| Arbitro: | Kristiansen Toppe |

|                       |           |                                                                   |
| Slorby 49’ Pierau 90’ | Marcatori | 3’ (aut.) Gundersen 19’ M. Andersen 42’ T. Braaten 60’ V. Braaten |

| Arbitro: | Bruheim |

|  |           |               |
|  | Marcatori | 65’ L. Lafton |

| Arbitro: | Alapnes |

|  |           |                 |
|  | Marcatori | 32’ T. Andersen |

| Arbitro: | Kjensli (Oslo) |

|                                         |           |             |
| V. Braaten 15’ (rig.), 49’ Amankwah 33’ | Marcatori | 4’ Ehiorobo |

| Arbitro: | Kristiansen Toppe |

|                      |           |  |
| Sørum 24’ Đurđić 87’ | Marcatori |  |

#### Girone di ritorno
| Arbitro: | Borgersen (Trondheim) |

|  |           |                                           |
|  | Marcatori | 22’, 67’ V. Braaten 55’ Needham 90’ Idris |

| Arbitro: | Hansen (Oslo) |

|                              |           |                                    |
| Reginiussen 64’ Andersen 90’ | Marcatori | 53’ (rig.) Lubieniecki 90’ Solheim |

| Arbitro: | Thorsø Hansen |

|  |           |                             |
|  | Marcatori | 24’, 31’ Vidalon 90’ Jensen |

| Arbitro: | Kristiansen Toppe |

|                             |           |  |
| Steffensen 39’ Tegström 90’ | Marcatori |  |

| Arbitro: | Steen (Bergen) |

|                                                            |           |                         |
| M. Andersen 10’ Diomandé 44’ V. Braaten 52’, 81’ Idris 78’ | Marcatori | 16’, 29’ Güven 64’ Øren |

| Arbitro: | Ahlsen |

|                                                       |           |                                    |
| Sylling Olsen 27’, 48’ Johansen 60’ (rig.) Brenes 90’ | Marcatori | 21’ Amankwah 38’ (rig.) V. Braaten |

| Arbitro: | Kristiansen Toppe |

|           |           |  |
| Idris 18’ | Marcatori |  |

| Arbitro: | Tennøy (Bergen) |

|         |           |             |
| Hoås 6’ | Marcatori | 35’ Needham |

| Arbitro: | Ahlsen |

|              |           |            |
| Diomandé 90’ | Marcatori | 11’ Nysted |

| Arbitro: | Bruheim |

|                                   |           |              |
| Borgvardt 37’, 76’ Stokkeland 90’ | Marcatori | 71’ Amankwah |

| Arbitro: | Rafiq (Oslo) |

|                 |           |  |
| M. Andersen 43’ | Marcatori |  |

| Arbitro: | Bruheim |

|                        |           |              |
| Yndestad 35’ Sokki 38’ | Marcatori | 83’ Amankwah |

| Arbitro: | Edvartsen (Hamar) |

|                                           |           |  |
| V. Braaten 5’, 35’ (rig.) M. Andersen 19’ | Marcatori |  |

| Bergen 25 ottobre 2009, ore 13:00 29ª giornata | Løv-Ham       | 0 – 0 referto | Alta | Varden Amfi (253 spett.)\| Arbitro: \| Thorsø Hansen \| |
| Arbitro:                                       | Thorsø Hansen |               |      |                                                         |

| Arbitro: | Bruheim |

|                       |           |                  |
| V. Braaten 27’ (rig.) | Marcatori | 44’ Christiansen |

### Norgesmesterskapet
| Arbitro: | Sørensen |

|             |           |                             |
| Nergård 42’ | Marcatori | 1’ Amankwah 82’ T. Andersen |

| Arbitro: | Lundby (Oslo) |

|                                               |           |                                                       |
| Dahle 44’ Erlandsen 63’ Losnegard Karlsen 79’ | Marcatori | 28’ T. Braaten 43’, 77’ Reginiussen 53’ (rig.) Haugli |

| Arbitro: | Thorsø Hansen |

|                                           |           |  |
| Haugli 44’ M. Andersen 52’ V. Braaten 69’ | Marcatori |  |

| Arbitro: | Berntsen (Vang) |

|  |           |                      |
|  | Marcatori | 71’ Berget Skjølsvik |

## Statistiche

### Statistiche di squadra
| Competizione       | Punti | In casa | In casa | In casa | In casa | In casa | In casa | In trasferta | In trasferta | In trasferta | In trasferta | In trasferta | In trasferta | Totale | Totale | Totale | Totale | Totale | Totale | DR |
| Competizione       | Punti | G       | V       | N       | P       | Gf      | Gs      | G            | V            | N            | P            | Gf           | Gs           | G      | V      | N      | P      | Gf     | Gs     | DR |
| ------------------ | ----- | ------- | ------- | ------- | ------- | ------- | ------- | ------------ | ------------ | ------------ | ------------ | ------------ | ------------ | ------ | ------ | ------ | ------ | ------ | ------ | -- |
| 1. divisjon        | 42    | 15      | 7       | 4       | 4       | 27      | 20      | 15           | 5            | 2            | 8            | 15           | 26           | 30     | 12     | 6      | 12     | 50     | 49     | +1 |
| Norgesmesterskapet | -     | 2       | 1       | 0       | 1       | 3       | 1       | 2            | 2            | 0            | 0            | 6            | 4            | 4      | 3      | 0      | 1      | 9      | 5      | +4 |
| Totale             | -     | 17      | 8       | 4       | 5       | 30      | 21      | 17           | 7            | 2            | 8            | 21           | 30           | 34     | 15     | 6      | 13     | 59     | 54     | +5 |

### Andamento in campionato
| Giornata  | 1  | 2  | 3  | 4  | 5  | 6  | 7  | 8  | 9  | 10 | 11 | 12 | 13 | 14 | 15 | 16 | 17 | 18 | 19 | 20 | 21 | 22 | 23 | 24 | 25 | 26 | 27 | 28 | 29 | 30 |
| --------- | -- | -- | -- | -- | -- | -- | -- | -- | -- | -- | -- | -- | -- | -- | -- | -- | -- | -- | -- | -- | -- | -- | -- | -- | -- | -- | -- | -- | -- | -- |
| Luogo     | C  | T  | T  | C  | T  | C  | T  | C  | T  | C  | T  | C  | T  | C  | T  | T  | C  | C  | T  | C  | T  | C  | T  | C  | T  | C  | T  | C  | T  | C  |
| Risultato | P  | P  | V  | P  | P  | N  | V  | V  | P  | V  | V  | P  | V  | V  | P  | V  | N  | P  | P  | V  | P  | V  | N  | N  | P  | V  | P  | V  | N  | N  |
| Posizione | 14 | 15 | 11 | 14 | 15 | 14 | 11 | 10 | 12 | 10 | 6  | 8  | 7  | 6  | 7  | 5  | 6  | 7  | 9  | 5  | 8  | 6  | 6  | 6  | 8  | 6  | 7  | 6  | 6  | 6  |

Fonte:  OBOS-ligaen 2009, su altomfotball.no, Altomfotball.
Legenda:

Luogo: C = Casa; T = Trasferta. Risultato: V = Vittoria; N = Pareggio; P = Sconfitta.

### Statistiche dei giocatori
| Giocatore       | 1. divisjon | 1. divisjon | 1. divisjon | 1. divisjon | Norgesmesterskapet | Norgesmesterskapet | Norgesmesterskapet | Norgesmesterskapet | Coppe europee | Coppe europee | Coppe europee | Coppe europee | Altre coppe | Altre coppe | Altre coppe | Altre coppe | Totale   | Totale | Totale      | Totale     |
| Giocatore       | Presenze    | Reti        | Ammonizioni | Espulsioni  | Presenze           | Reti               | Ammonizioni        | Espulsioni         | Presenze      | Reti          | Ammonizioni   | Espulsioni    | Presenze    | Reti        | Ammonizioni | Espulsioni  | Presenze | Reti   | Ammonizioni | Espulsioni |
| --------------- | ----------- | ----------- | ----------- | ----------- | ------------------ | ------------------ | ------------------ | ------------------ | ------------- | ------------- | ------------- | ------------- | ----------- | ----------- | ----------- | ----------- | -------- | ------ | ----------- | ---------- |
| Y. Amankwah     | 26          | 4           | 2           | 0           | 2+                 | 1+                 | 0+                 | 0+                 |               |               |               |               |             |             |             |             | 28+      | 5+     | 2+          | 0+         |
| M. Andersen     | 28          | 4           | 4           | 0           | 2+                 | 1+                 | 0+                 | 0+                 |               |               |               |               |             |             |             |             | 30+      | 5+     | 4+          | 0+         |
| T. Andersen     | 25          | 4           | 0           | 0           | 2+                 | 1+                 | 0+                 | 0+                 |               |               |               |               |             |             |             |             | 27+      | 5+     | 0+          | 0+         |
| R. Berger       | 1           | 1           | 1           | 0           | ?                  | ?                  | ?                  | ?                  |               |               |               |               |             |             |             |             | 1+       | 1+     | 1+          | 0+         |
| T. Braaten      | 30          | 2           | 0           | 0           | 2+                 | 1+                 | 0+                 | 0+                 |               |               |               |               |             |             |             |             | 32+      | 3+     | 0+          | 0+         |
| V. Braaten      | 30          | 18          | 2           | 0           | 2+                 | 1+                 | 0+                 | 0+                 |               |               |               |               |             |             |             |             | 32+      | 19+    | 2+          | 0+         |
| J. Brekke       | 17          | 0           | 3           | 0           | ?                  | ?                  | ?                  | ?                  |               |               |               |               |             |             |             |             | 17+      | 0+     | 3+          | 0+         |
| E. Dahl Ringard | 4           | 0           | 0           | 0           | ?                  | ?                  | ?                  | ?                  |               |               |               |               |             |             |             |             | 4+       | 0+     | 0+          | 0+         |
| A. Diomandé     | 14          | 2           | 1           | 1           | ?                  | ?                  | ?                  | ?                  |               |               |               |               |             |             |             |             | 14+      | 2+     | 1+          | 1+         |
| I. Forn         | 3           | -6          | 0           | 0           | ?                  | -?                 | ?                  | ?                  |               |               |               |               |             |             |             |             | 3+       | -6+    | 0+          | 0+         |
| J. Haugli       | 25          | 2           | 2           | 0           | 2+                 | 2+                 | 0+                 | 0+                 |               |               |               |               |             |             |             |             | 27+      | 4+     | 2+          | 0+         |
| A. Idris        | 27          | 3           | 6           | 1           | 2+                 | 0+                 | 1+                 | 0+                 |               |               |               |               |             |             |             |             | 29+      | 3+     | 7+          | 1+         |
| N. Misje        | 8           | 0           | 0           | 0           | 1+                 | 0+                 | 0+                 | 0+                 |               |               |               |               |             |             |             |             | 9+       | 0+     | 0+          | 0+         |
| J. Needham      | 26          | 2           | 1           | 3           | 2+                 | 0+                 | 1+                 | 0+                 |               |               |               |               |             |             |             |             | 28+      | 2+     | 2+          | 3+         |
| V. Nogva        | 1           | -2          | 0           | 1           | ?                  | -?                 | ?                  | ?                  |               |               |               |               |             |             |             |             | 1+       | -2+    | 0+          | 1+         |
| H. Nome         | 11          | 0           | 0           | 0           | ?                  | ?                  | ?                  | ?                  |               |               |               |               |             |             |             |             | 11+      | 0+     | 0+          | 0+         |
| M. Norbye       | 29          | 2           | 1           | 0           | 2+                 | 0+                 | 0+                 | 0+                 |               |               |               |               |             |             |             |             | 31+      | 2+     | 1+          | 0+         |
| K. Øfeldt Eide  | 0           | -0          | 0           | 0           | ?                  | -?                 | ?                  | ?                  |               |               |               |               |             |             |             |             | 0+       | 0+     | 0+          | 0+         |
| M. Overvik      | 19          | 0           | 2           | 0           | 2+                 | 0+                 | 0+                 | 0+                 |               |               |               |               |             |             |             |             | 21+      | 0+     | 2+          | 0+         |
| C. Reginiussen  | 27          | 1           | 2           | 0           | 2+                 | 2+                 | 0+                 | 0+                 |               |               |               |               |             |             |             |             | 29+      | 3+     | 2+          | 0+         |
| H. Sigurðsson   | 10          | 0           | 2           | 0           | -                  | -                  | -                  | -                  |               |               |               |               |             |             |             |             | 10       | 0      | 2           | 0          |
| A. Softić       | 22          | 3           | 1           | 0           | 2+                 | 0+                 | 0+                 | 0+                 |               |               |               |               |             |             |             |             | 24+      | 3+     | 1+          | 0+         |
| M. Vilmunen     | 27          | -41         | 1           | 0           | 2+                 | -1+                | 0+                 | 0+                 |               |               |               |               |             |             |             |             | 29+      | -42+   | 1+          | 0+         |